# Rifugio Serot
Il rifugio Serot è un rifugio situato nel comune di Roncegno Terme in Valsugana, nella catena del Lagorai, a 1566 m s.l.m.
Il rifugio si trova ai piedi del monte Fravort (2347 m).

## Caratteristiche e informazioni
Il rifugio è stato ristrutturato per rispettare le esigenze delle normative vigenti in materia di igiene e salvaguardia della natura e rispetto dell'ambiente e funzionalità del rifugio stesso.

## Accessi
Si può raggiungere in macchina da Roncegno Terme.